# 柴谷
柴谷（しばたに）は、大阪府大阪市住之江区にある町名。現行行政地名は柴谷一丁目および柴谷二丁目。

## 地理
住之江区の北東部に位置し、東に北加賀屋、西に平林北、南に泉と接している。また、町内は主に倉庫や工場が大半占めている。

### 河川
- 木津川
  - 新木津川大橋

## 歴史

### 沿革
- 1974年（昭和49年）大阪市住吉区柴谷町1 - 4丁目と柴谷町・北加賀屋町の各一部より住之江区柴谷1 - 2丁目成立[5]。

## 世帯数と人口
2024年（令和元年）9月30日現在（大阪市発表）の世帯数と人口は以下の通りである。
| 丁目               | 世帯数  | 人口    |
| ------------------ | ------- | ------- |
| 柴谷一丁目・二丁目 | 683世帯 | 1,432人 |

### 人口の変遷
国勢調査による人口の推移。
| 1995年（平成7年）  | 1,230人 | [ 6 ]  |  |
| 2000年（平成12年） | 863人   | [ 7 ]  |  |
| 2005年（平成17年） | 911人   | [ 8 ]  |  |
| 2010年（平成22年） | 1,223人 | [ 9 ]  |  |
| 2015年（平成27年） | 1,431人 | [ 10 ] |  |
| 2020年（令和2年）  | 1,479人 | [ 11 ] |  |

### 世帯数の変遷
国勢調査による世帯数の推移。
| 1995年（平成7年）  | 540世帯 | [ 6 ]  |  |
| 2000年（平成12年） | 395世帯 | [ 7 ]  |  |
| 2005年（平成17年） | 419世帯 | [ 8 ]  |  |
| 2010年（平成22年） | 570世帯 | [ 9 ]  |  |
| 2015年（平成27年） | 635世帯 | [ 10 ] |  |
| 2020年（令和2年）  | 656世帯 | [ 11 ] |  |

## 学区
市立小・中学校に通う場合、学区は以下の通りとなる。なお、小学校・中学校入学時に学校選択制度を導入しており、通学区域以外に住之江区にある小学校（自宅から概ね2km以内、学校の中心から距離で1.5km以内）・中学校から選択することも可能。
| 丁目       | 番   | 小学校               | 中学校               |
| ---------- | ---- | -------------------- | -------------------- |
| 柴谷一丁目 | 全域 | 大阪市立加賀屋小学校 | 大阪市立加賀屋中学校 |
| 柴谷二丁目 | 全域 | 大阪市立住吉川小学校 | 大阪市立真住中学校   |

## 事業所
2021年（令和3年）現在の経済センサス調査による事業所数と従業員数は以下の通りである。
| 丁目       | 事業所数  | 従業員数 |
| ---------- | --------- | -------- |
| 柴谷一丁目 | 55事業所  | 2,638人  |
| 柴谷二丁目 | 59事業所  | 1,488人  |
| 計         | 114事業所 | 4,126人  |

## 交通

### バス
2020年4月現在
- 大阪シティバス[15]
  - 15号系統：柴谷二丁目

### 道路
- 南港通

## 施設
- 柴谷公園

## その他

### 日本郵便
- 〒559-0021[3]（集配局：住之江郵便局[16]）